# 伊藤武雄 (中国研究者)
伊藤 武雄（いとう たけお、1895年3月1日 - 1984年9月5日）は、日本の中国研究者。日中友好協会副会長を務めた。

## 経歴
出生から修学期
1895年、愛知県渥美郡田原町（現・田原市）で生まれた。東京帝国大学法学部政治学科で学び、1920年に卒業。
南満州鉄道勤務時代(戦前)
南満州鉄道勤務。満鉄時代の1943年、満鉄調査部事件で検挙され、10カ月投獄された。
太平洋戦争後
第二次世界大戦後、1946年には中国研究所の設立に参加したほか、日中友好協会副会長を務めた。また、日中文化交流協会を設立し、ジャパンプレス会長を務めた。

## 著作

### 著書
- 『現代支那社会研究』同人社書店(社会思想叢書) 1927
- 『玉松操：復古の碩師』金雞学院(人物研究叢刊) 1927
- 『日本書紀の叙説並研究』金雞学院(聖賢遺書新釈叢刊) 1928
- 『滿洲ニ於ケル日本ノ權益小史』編輯、南滿洲鐵道(滿鐵國際叢書) 1932
- 『滿洲文化の發展』滿洲文化協會(滿蒙講座) 1932
- 『読書会心抄』金雞学院 1934
- 『赤穂義士寺坂雪冤録』皇国士風会 1935
- 『興言論：ことあげの本質』金雞学院 1936
- 『黄竜と東風』国際日本協会 1964
- 『満鉄に生きて』勁草書房(中国新書) 1964

### 共編著
- 『中江丑吉書簡集』鈴江言一・加藤惟孝共編、みすず書房 1964
- 『現代史資料 第31‐33 満鉄』荻原極・藤井満洲男共編、みすず書房 1966-1967
- 『われらの生涯のなかの中国：六十年の回顧』阪谷芳直共著、戴国煇編、みすず書房 1983